# Marie-Michèle Gagnon
Marie-Michèle Gagnon (Lévis, 25 aprile 1989) è un'ex sciatrice alpina canadese, vincitrice della Nor-Am Cup nel 2009.

## Biografia
Marie-Michèle Gagnon, originaria di Lac-Etchemin, è moglie di Travis Ganong, a sua volta sciatore alpino.

### Stagioni 2005-2014
Sciatrice polivalente attiva dal dicembre 2004, in Nor-Am Cup Marie-Michèle Gagnon ha esordito il 29 novembre 2005 a Winter Park in slalom speciale, senza completare la prova, e ha conquistato la prima vittoria, nonché primo podio, il 5 febbraio 2007 ad Apex in supergigante. Nella stagione 2008-2009 ha esordito in Coppa del Mondo, il 13 dicembre nello slalom gigante tenutosi a La Molina (48ª) e ai Campionati mondiali: nella rassegna iridata di Val-d'Isère 2009 non ha completato né lo slalom gigante né lo slalom speciale. Nella stessa stagione 2008-2009 ha vinto sia la Nor-Am Cup generale sia la classifica di slalom gigante.
Ai XXI Giochi olimpici invernali di Vancouver 2010, suo esordio olimpico, si è classificata 21ª nello slalom gigante e 31ª nello slalom speciale; l'anno dopo ai Mondiali di Garmisch-Partenkirchen 2011 si è piazzata 22ª nel supergigante, 23ª nello slalom gigante e non ha completato lo slalom speciale e la supercombinata. Ha ottenuto il primo podio in Coppa del Mondo il 10 marzo 2012, classificandosi al 3º posto nello slalom speciale di Åre; l'anno dopo ai Mondiali di Schladming 2013 si è piazzata 8ª nello slalom gigante e 13ª nello slalom speciale. Nel 2014 ha ottenuto la prima vittoria in Coppa del Mondo, il 12 gennaio nella supercombinata di Altenmarkt-Zauchensee, e ha partecipato ai XXII Giochi olimpici invernali di Soči 2014, dove si è classificata 9ª nello slalom speciale e non ha concluso il supergigante, lo slalom gigante e la supercombinata.

### Stagioni 2015-2023
Ai Mondiali di Vail/Beaver Creek 2015 si è piazzata 23ª nello slalom gigante, 10ª nello slalom speciale e non ha completato il supergigante e la combinata; il 28 febbraio 2016 ha conquistato a Soldeu in combinata la seconda e ultima vittoria della sua carriera in Coppa del Mondo e l'anno dopo nella rassegna iridata di Sankt Moritz 2017 si è classificata 19ª nel supergigante, 20ª nello slalom gigante, 20ª nello slalom speciale e 6ª nella combinata. Il 20 novembre 2017 ha conquistato a Copper Mountain in slalom gigante l'ultima vittoria, nonché ultimo podio, in Nor-Am Cup.
Ai Mondiali di Åre 2019 è stata 32ª nella discesa libera, 21ª nel supergigante, 23ª nello slalom gigante e 14ª nella combinata; il 30 gennaio 2021 è salita per l'ultima volta sul podio in Coppa del Mondo, a Garmisch-Partenkirchen in supergigante (3ª), e ai successivi Mondiali di Cortina d'Ampezzo 2021 si è piazzata 13ª nella discesa libera, 6ª nel supergigante e non ha completato la combinata. Ai XXIV Giochi olimpici invernali di Pechino 2022, sua ultima presenza olimpica, è stata 8ª nella discesa libera e 14ª nel supergigante; si è ritirata durante la stagione 2022-2023: ha preso per l'ultima volta il via in Coppa del Mondo il 22 gennaio a Cortina d'Ampezzo in supergigante, senza completare la prova, e si è congedata dal Circo bianco in occasione dei Mondiali di Courchevel/Méribel 2023, dove si è classificata 10ª nella combinata del 6 febbraio e 26ª nel supergigante dell'8 febbraio.

## Palmarès

### Coppa del Mondo
- Miglior piazzamento in classifica generale: 13ª nel 2014
- Vincitrice della classifica di combinata nel 2014
- 5 podi:
  - 2 vittorie
  - 3 terzi posti

#### Coppa del Mondo - vittorie
| Data             | Località              | Paese   | Specialità |
| ---------------- | --------------------- | ------- | ---------- |
| 12 gennaio 2014  | Altenmarkt-Zauchensee | Austria | SC         |
| 28 febbraio 2016 | Soldeu                | Andorra | KB         |

Legenda:

KB = combinata

SC = supercombinata

### Coppa Europa
- Miglior piazzamento in classifica generale: 68ª nel 2012
- 2 podi:
  - 1 secondo posto
  - 1 terzo posto

### Nor-Am Cup
- Vincitrice della Nor-Am Cup nel 2009
- Vincitrice della classifica di slalom gigante nel 2009
- Vincitrice della classifica di combinata nel 2007
- 25 podi:
  - 16 vittorie
  - 5 secondi posti
  - 4 terzi posti

#### Nor-Am Cup - vittorie
| Data             | Località          | Paese       | Specialità |
| ---------------- | ----------------- | ----------- | ---------- |
| 5 febbraio 2007  | Apex              | Canada      | SG         |
| 5 febbraio 2007  | Apex              | Canada      | SC         |
| 3 gennaio 2009   | Craigleith        | Canada      | SL         |
| 4 gennaio 2009   | Craigleith        | Canada      | SL         |
| 5 gennaio 2009   | Georgian Peaks    | Canada      | GS         |
| 1º febbraio 2009 | Nakiska           | Canada      | GS         |
| 17 marzo 2010    | Waterville Valley | Stati Uniti | GS         |
| 18 marzo 2010    | Waterville Valley | Stati Uniti | SL         |
| 23 marzo 2012    | Mont Sainte-Anne  | Canada      | SL         |
| 3 dicembre 2013  | Loveland          | Stati Uniti | GS         |
| 4 dicembre 2013  | Loveland          | Stati Uniti | SL         |
| 5 dicembre 2013  | Loveland          | Stati Uniti | SL         |
| 24 novembre 2015 | Jackson           | Stati Uniti | SL         |
| 2 dicembre 2015  | Copper Mountain   | Stati Uniti | GS         |
| 3 dicembre 2015  | Copper Mountain   | Stati Uniti | GS         |
| 20 novembre 2017 | Copper Mountain   | Stati Uniti | GS         |

Legenda:

SG = supergigante

GS = slalom gigante

SL = slalom speciale

SC = supercombinata

### South American Cup
- Miglior piazzamento in classifica generale: 15º nel 2008
- 1 podio:
  - 1 vittoria

#### South American Cup - vittorie
| Data              | Località | Paese | Specialità |
| ----------------- | -------- | ----- | ---------- |
| 1º settembre 2007 | La Parva | Cile  | GS         |

Legenda:

GS = slalom gigante

### Australia New Zealand Cup
- Miglior piazzamento in classifica generale: 10º nel 2011
- 4 podi:
  - 2 vittorie
  - 2 secondi posti

#### Australia New Zealand Cup - vittorie
| Data           | Località     | Paese         | Specialità |
| -------------- | ------------ | ------------- | ---------- |
| 28 agosto 2009 | Coronet Peak | Nuova Zelanda | GS         |
| 17 agosto 2010 | Coronet Peak | Nuova Zelanda | SL         |

Legenda:

GS = slalom gigante

SL = slalom speciale

### Campionati canadesi
- 22 medaglie:
  - 15 ori (supercombinata nel 2009; slalom speciale, supercombinata nel 2010; slalom gigante, slalom speciale, supercombinata nel 2011; slalom speciale nel 2012; supergigante, slalom gigante, slalom speciale nel 2013; slalom speciale nel 2014; supergigante, slalom gigante, slalom speciale nel 2016; slalom gigante nel 2019)
  - 4 argenti (slalom speciale nel 2009; discesa libera nel 2013; slalom gigante nel 2014; slalom speciale nel 2017)
  - 3 bronzi (supergigante, slalom gigante nel 2007; supergigante nel 2011)

### Campionati canadesi juniores
- 2 medaglie[3]:
  - 1 oro (supergigante nel 2005)
  - 1 argento (slalom gigante nel 2005)